# Пион
 Тази статия е за елементарните частици.  За артилерийската установка вижте 2С7 Пион.  
Пион (съкратено от пи ({\displaystyle \pi }) мезон) е колективното наименование във физиката на елементарните частици на три елементарни частици, теоретически предсказани през 1935 и открити през 1947: {\displaystyle \pi ^{0}}, {\displaystyle \pi ^{+}} и {\displaystyle \pi ^{-}}. Пионите са най-леките мезони. Образувани са от кварк и антикварк.

## Разпад
{\displaystyle \pi ^{+}\to \mu ^{+}+\nu _{\mu }}
{\displaystyle \pi ^{-}\to \mu ^{-}+{\bar {\nu }}_{\mu }}
{\displaystyle \pi ^{0}\to 2\gamma }